# Henry Darger

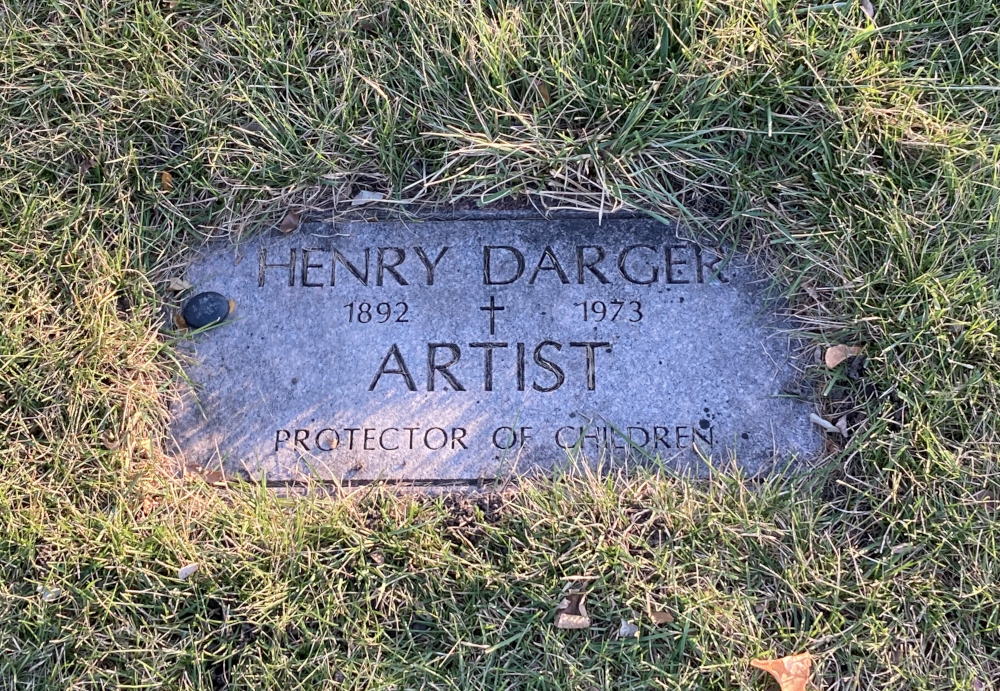
Grab von Henry Darger auf dem All Saints Cemetery, Des Plaines

Henry Darger (* 12. April 1892 in Chicago; † 13. April 1973 ebenda) war ein zurückgezogen lebender amerikanischer Schriftsteller und Künstler, der als Hausmeister in Chicago lebte und arbeitete.
Er wurde bekannt durch das nach seinem Tode entdeckte 15.145 Seiten umfassende und mit mehreren hundert Zeichnungen und Aquarellen illustrierte Manuskript mit dem Titel The Story of the Vivian Girls, in What is known as the Realms of the Unreal, of the Glandeco-Angelinian  War Storm, Caused by the Child Slave Rebellion. Dargers Werk wurde zu einem der am höchsten gelobten der Outsider Art.

## Leben
Darger wurde wahrscheinlich am 12. April 1892 geboren.
Als er vier Jahre alt war, starb die Mutter nach der Geburt seiner Schwester, die zur Adoption freigegeben wurde und die er nie kennen lernte. Dargers Biograph, der Kunsthistoriker und Psychologe John M. McGregor, fand heraus, dass Henry Darger zwei ältere Schwestern hatte, über deren Verbleib jedoch nichts bekannt ist.
Nach Dargers eigener Aussage war sein Vater sehr liebevoll, und sie lebten bis ins Jahr 1900 zusammen. Dann kam sein Vater, erkrankt und verarmt, in ein Altersheim und sein Sohn in ein katholisches Kinderheim. Darger senior starb 1905. Als Vollwaise wurde er in Lincoln, Illinois, in einem Krankenhaus untergebracht, weil „das Herz des kleinen Henry nicht am richtigen Platz ist“ (Stephen Prokopoff). Nach John MacGregor war die Diagnose tatsächlich „Selbst-Missbrauch“ (self-abuse), was A. M. Holmes als Euphemismus für Selbstbefriedigung deutet. Darger selbst meinte, dass sein Problem war, die Lügen der Erwachsenen zu durchschauen, und als Ergebnis wurde er ein Besserwisser. Er machte eine längere Phase durch, in der er sich gezwungen fühlte, fremdartige Geräusche zu machen, eine Spielart des Tourette-Syndroms.
Zu den Erziehungsmaßnahmen im Kinderheim gehörten schwere Arbeit und harte Bestrafung, was Darger in In the Realms of the Unreal verarbeitet hat. Später sagte er, dass er dort auch gute Zeiten gehabt und neben Feinden natürlich auch Freunde gehabt habe. Während seiner Zeit dort erhielt er die Nachricht, dass sein Vater gestorben war.
Eine Serie von Fluchtversuchen endete 1908 erfolgreich. Seiner Autobiographie zufolge trampte er zurück nach Chicago. Auf dieser Reise erlebte er einen riesigen Tornado, welcher das südliche Illinois verwüstete. Er beschreibt dies als „unglaubliche Blähung der Natur jenseits menschlicher Fassungskraft“. In Chicago fand er Arbeit als Dienstbote in einem katholischen Krankenhaus und auf diese Art und Weise brachte er sich die nächsten 50 Jahre durch.
Abgesehen von seiner kurzen Dienstzeit in der Armee verlief das Leben von Darger schablonenhaft und schien nur wenig zu variieren: Er besuchte täglich bis zu fünfmal die Messe; er sammelte und hortete eine unglaubliche Menge Abfall von der Straße. Seine Kleidung war geflickt und abgetragen, obwohl er versuchte, sie sauber und gepflegt zu halten. Er war einzelgängerisch und sein einziger engerer Freund, William Shloder, war mit Darger einer Meinung, was den Schutz von missbrauchten und vernachlässigten Kindern anging. Die beiden beabsichtigten, eine „Kinderschutzvereinigung“ zu gründen, die solche Kinder zur Adoption vermitteln sollte. Shloder verließ Chicago jedoch Mitte der 1930er Jahre.
1930 zog Darger in ein Appartement im Norden Chicagos. Die Vermieter des Appartements, Nathan und Kiyoko Lerner, entdeckten sein künstlerisches Werk kurz vor seinem Tod am 13. April 1973, dem Tag nach seinem 81. Geburtstag, in demselben katholischen Krankenhaus, in dem auch sein Vater gestorben war. Sie kümmerten sich um seinen Nachlass, machten sein Werk bekannt und trugen zu solchen Projekten wie der Dokumentation In the Realms of the Unreal im Jahr 2004 bei. Posthum erhielt Darger internationale Anerkennung.
Der Name Darger ist ein Begriff geworden in der Welt der Outsider Art. Bei der „Outsider Art Fair“, die jährlich im Januar in New York City stattfindet, und auf Auktionen gehören seine Bilder zu den höchst bezahlten. Das American Folk Art Museum in New York eröffnete 2001 ein „Henry-Darger-Studien-Zentrum“. Das Intuit: The Center for Intuitive and Outsider Art in Chicago erwarb im Jahr 2000 den Inhalt der Wohnung des Künstlers und eröffnete 2008 eine Dauerausstellung zu seinem Werk, die seinen Lebens- und Arbeitsraum nachbildet, einschließlich seiner Aufzeichnungen, Zeitungsausschnitte, Bücher und persönlichen Dokumente.

## In the Realms of the Unreal
Dargers Werk enthält viele religiöse Themen, die aber sehr eigenwillig behandelt werden. In the Realms of the Unreal beschreibt einen großen Planeten, mit Monden in der Umlaufbahn, der mehrheitlich von Christen, speziell Katholiken, bewohnt wird.
Der größte Teil der Geschichte handelt von den Abenteuern der sieben Töchter Robert Vivians, die Prinzessinnen des Volkes der Abbiennia sind. Sie unterstützen den gefährlichen Aufstand gegen das grausame, Kinder versklavende, von den Glandelinians aufgezwungene Regime John Manleys. Die Glandelinians gleichen Soldaten der konföderierten Armee des amerikanischen Bürgerkriegs. Die Kinder greifen auch zu Waffen, um sich zu verteidigen, und werden oft im Kampf erschlagen oder auf grausamste Art und Weise von den Führern der Glandelinians gefoltert.
In dem sorgfältig ausgearbeiteten Mythos gibt es noch die „Blengigomeneans“ oder Blengins, geflügelte Wesen mit gekrümmten Hörnern, die gelegentlich menschliche oder menschenähnliche Züge annehmen. Normalerweise sind sie den Geschwistern Vivian gegenüber wohlwollend eingestellt.
Der fiktive Krieg wurde durch Dargers Verlust eines Zeitungsfotos von Elsie Paroubek, die 1911 als Fünfjährige in Chicago erdrosselt worden war und deren Mörder nie gefunden worden ist, ausgelöst. In seiner Autobiographie nimmt Darger an, dass dieses Foto gemeinsam mit zahlreichen anderen Sachen bei einem Einbruch in sein Appartement gestohlen wurde. Er fand dieses Foto nie wieder und als er das Bild im Zeitungsarchiv einer öffentlichen Bibliothek entdeckte, wurde ihm nicht erlaubt, es zu kopieren. Das Foto von Elsie Paroubek inspirierte ihn zur Figur der Annie Aronburg und veranlasste ihn letztlich, In the Realms of the Unreal zu schreiben.
In In the Realms of the Unreal wird der Mordanschlag auf die kindliche Rebellin Annie Aronbourg als schockierendster Kindermord dargestellt, den die glandelinische Regierung je zu verantworten hatte und der deshalb den Krieg auslöste. Durch die Leiden in diesem Krieg hoffen die Vivian Girls, in der Lage zu sein, einen Sieg für die Christenheit zu erringen. Darger sah zwei Enden für die Geschichte vor. In der einen triumphierten die Vivian Girls, in der anderen wurden sie geschlagen und die gottlosen Glandelinians übernahmen die Herrschaft.
Darger gestaltete seine menschlichen Figuren größtenteils mit Hilfe von Collagen, Fotokopien, Vergrößerungen von Fotos aus populären Zeitschriften oder Abbildungen aus Kinderbüchern. Material lieferten die von ihm gehorteten alten Zeitschriften und Zeitungen. Einige seiner favorisierten Figuren waren das „Coppertone Mädchen“ und „Die kleine Annie Rooney“. Er wird für seine natürliche Begabung bei der Komposition und seinen einfühlsamen Gebrauch der Farben in seinen Aquarellen gelobt.
Die Bilder von waghalsigen Fluchten, gewaltigen Schlachten und schmerzhaften Qualen erinnern an Geschehnisse in der katholischen Geschichte. Der Text macht deutlich, dass die kindlichen Opfer heldenhafte Märtyrer, gleich den frühen Heiligen, sind.
Ein deutliches Merkmal in Dargers Kunstwerken ist seine offensichtliche Unkenntnis alles Geschlechtlichen. Seine Figuren, ob unbekleidet oder nur teilweise bekleidet, zeigen häufig kein Geschlecht. Einige weibliche Figuren weisen sogar gelegentlich einen Penis auf.
Einige Stimmen meinen, dass Darger die weibliche Anatomie unbekannt war und dass er das weibliche Geschlecht als ein Symbol der Kraft ansah. Darauf deutet in einem Kapitel von In the Realms of the Unreal eine ausführliche Beschreibung hin, der zufolge Mädchen genauso erfolgreich sein können wie Jungen. Andere meinen, dass er Mädchen nach einem Bild des kindlichen Jesus malte.

## Dargers Gesundheitszustand
Viel Aufmerksamkeit erhält Darger wegen seiner Darstellung der erschreckenden Brutalität gegenüber Kindern. Manchmal wird angenommen, dass Darger so geschrieben und gezeichnet habe, weil er damit unbewusste Begierden unterdrückt habe. Dargers Biograph John M. MacGregor spekulierte darüber, ob Darger möglicherweise der Schuldige am Tod von Elsie Paroubek im Jahr 1911 gewesen sei. MacGregor verteidigte später seine psychoanalytische Sicht auf Darger, stritt aber ab, dass er ihn des Mordes beschuldige.

## Weitere literarische Arbeiten
Die Fortsetzung von In the Realms of the Unreal trägt den Titel Crazy House: Further Adventures in Chicago. Begonnen im Jahr 1939 ist sie eine Stephen-King-artige Geschichte über ein von Dämonen und spukenden Geistern bewohntes Haus. Vielleicht hat es aber auch ein ähnlich schreckliches Unterbewusstsein wie das Haus in Shining. Kinder verschwinden in dem Haus und werden später brutal ermordet aufgefunden. „The Vivian Girls“ und ein männlicher Freund werden mit der Aufklärung betraut und stellen fest, dass die Morde das Werk von grausamen Geistern sind. Die Mädchen vertreiben die Geister aus jedem einzelnen Raum, bis das Haus gereinigt ist.
Im Jahr 1968 bekam Darger Interesse daran, Nachforschungen über seine Frustrationen bis zurück in seine Kindheit anzustellen. Es war das Jahr, in dem er The History of my Life schrieb, ein Buch, das auf 206 Seiten detailliert sein frühes Leben beschrieb, bevor es sich veränderte in die 4.672 Seiten lange Geschichte eines riesigen Tornados, namens „Sweetie Pie“, möglicherweise auf der Grundlage der Erinnerungen an einen Tornado, den er Jahrzehnte zuvor erlebt hatte. Er führte außerdem ein Tagebuch, in dem er Wetterbeobachtungen und seine täglichen Aktivitäten festhielt.
Darger beschäftigte sich oft mit der Notlage von missbrauchten und vernachlässigten Kindern. Das Kinderheim, in dem er lebte, wurde nach einem großen Skandal unter Aufsicht gestellt, kurz bevor er es verlassen hatte. Außerdem ist es möglich, dass er in dem Krankenhaus, wo er arbeitete, Opfer von Kindesmissbrauch gesehen hatte.

## Darger in der modernen Kunst
Seit seinem Tod 1973 und nach der Entdeckung seines umfangreichen Werkes kam es zu zahlreichen Bezugnahmen auf sein Werk, speziell seit den 1990er Jahren und besonders im Bereich der Musik.
Eine der frühesten Rezeption geschah 1979 durch „Snakefinger“ Philip Lithman Roth. Weitere Beispiele sind Camper van Beethovens Monks of Doom auf „The Cosmodemonic Telegraph Company“, 1989; Natalie Merchant auf „Motherland“, 2001; From Autumn to Ashes auf „Abandon your friends“, 2005; Fucked Up auf „Hidden World“, 2006; Sufjan Stevens auf „The Avalanche“, 2006 und Dead Low Tide auf „Dead Low Tide“. Auf dem Cover von John Zorns Album „Music for Children“ wurden Zeichnungen von Darger verwendet.
Die Band Vivian Girls übernahm ihren Namen direkt von Henry Darger und bezieht sich auch sonst auf sein Werk.
In der Literatur gibt es Bezugnahmen auf Darger in dem Gedichtband Mädchen auf der Flucht von John Ashbery. Ebenso bezieht sich Neil Gaiman in seiner Geschichte „Going inside“ auf ihn. In dieser Geschichte wird Delirium von fünf geistig Behinderten und ihrem Wachhund davor bewahrt, zu tief in ihre eigene Psyche einzudringen. Einer dieser Leute, ein alter Mann, schreibt und zeichnet in der Einsamkeit seines Hauses an einem umfassenden Manuskript, was stark an Darger und sein Werk erinnert. Der Bezug jedoch ist eher gefühlsmäßig als sachlich zu begründen, dort zum Beispiel, wo der Mann sich bestraft, wenn er zu wenig Seiten am Tag geschrieben hat.
Im Jahr 2004 brachte der Choreograph Pat Graney seine Multimedia-Performance The Vivian Girls zur Aufführung. Aus demselben Jahr stammt eine filmische Dokumentation von Jessica Yu.